# Paris-Nice 2007
La course cycliste à étapes Paris-Nice a eu lieu du 11 au 18 mars 2007. La course est la première épreuve de l'UCI ProTour 2007.

## Présentation

### Le contexte
Depuis le début de la saison 2007, un conflit existe entre les organisateurs des 3 grands tours (ASO, Unipublic et RCS Sport) et l'Union cycliste internationale. Les conséquences visibles sont la non-sélection de l'équipe suédoise Unibet.com pour les épreuves organisées par les 3 entités susnommées. Ainsi le mois précédent le début de la course au soleil est très agité dans des communiqués de presse où ASO refuse la participation de Unibet.com en se référant à la loi française alors que l'UCI tente de s'imposer en appelant les équipes UCI Pro Tour à boycotter l'épreuve.

### Equipes
Paris-Nice figurant au calendrier du ProTour, 19 UCI Proteams sont présentes, exception faite donc de l'équipe Unibet.com, auxquelles il faut ajouter une équipe continentale invitée, l'équipe française Agritubel.
On retrouve donc un total de six équipes françaises, trois équipes espagnoles et italiennes, deux équipes allemandes et deux belges, une danoise, une néerlandaise, une américaine et une suisse.
| ProTeams (19)- AG2R Prévoyance - Astana - Bouygues Telecom - Caisse d'Épargne - Cofidis-Le Crédit par Téléphone - Crédit agricole - CSC - Discovery Channel - Euskaltel-Euskadi - Gerolsteiner - La Française des jeux - Lampre-Fondital - Liquigas - Team Milram - Predictor-Lotto - Quick Step-Innergetic - Rabobank - Saunier Duval-Prodir - T-Mobile Équipe continentale professionnelle- Agritubel |
| |

## Étapes
| Étape     | Date    | Villes étapes                             | type                        | Distance (km) | Vainqueur d'étape  | Leader du classement général |
| --------- | ------- | ----------------------------------------- | --------------------------- | ------------- | ------------------ | ---------------------------- |
| Prologue  | 11 mars | Issy-les-Moulineaux – Issy-les-Moulineaux | contre-la-montre individuel | 4,7           | David Millar       | David Millar                 |
| 1re étape | 12 mars | Cloyes-sur-le-Loir – Buzançais            | étape de plaine             | 186           | Jean-Patrick Nazon | David Millar                 |
| 2e étape  | 13 mars | Vatan – Limoges                           | étape de plaine             | 177           | Franco Pellizotti  | Franco Pellizotti            |
| 3e étape  | 14 mars | Limoges – Maurs                           | étape de plaine             | 215,5         | Alexandr Kolobnev  | Franco Pellizotti            |
| 4e étape  | 15 mars | Maurs – Mende                             | étape de montagne           | 169,5         | Alberto Contador   | Davide Rebellin              |
| 5e étape  | 16 mars | Sorgues – Manosque                        | étape de moyenne montagne   | 178           | Yaroslav Popovych  | Davide Rebellin              |
| 6e étape  | 17 mars | Brignoles – Cannes                        | étape de montagne           | 200           | Luis León Sánchez  | Davide Rebellin              |
| 7e étape  | 18 mars | Nice – Nice                               | étape de montagne           | 129,5         | Alberto Contador   | Alberto Contador             |

## Les étapes

### Prologue
L'ex-banni du peloton David Millar fait un retour fracassant en remportant le prologue de la scourse au soleils version 2007. Le Britannique est le plus rapide dans les rues d'Issy-les-Moulineaux, juste devant les surprenants Tchèque Roman Kreuziger (Liquigas) et Français Sébastien Joly (La Française des Jeux).
| \| Classement de l'étape \| Classement de l'étape \| Classement de l'étape \| Classement de l'étape \| Classement de l'étape \| \| Coureur \| Coureur \| Pays \| Équipe \| Temps \| \| --------------------- \| --------------------- \| --------------------- \| --------------------- \| --------------------- \| \| 1er \| David Millar \| Royaume-Uni \| Saunier Duval-Prodir \| 6 min 01 s \| \| 2e \| Roman Kreuziger \| Tchéquie \| Liquigas \| + 1 s \| \| 3e \| Sébastien Joly \| France \| La Française des jeux \| + 2 s \| \| 4e \| Luis León Sánchez \| Espagne \| Caisse d'Épargne \| + 2 s \| \| 5e \| Alberto Contador \| Espagne \| Discovery Channel \| + 2 s \| \| 6e \| Levi Leipheimer \| États-Unis \| Discovery Channel \| + 3 s \| \| 7e \| Francisco Ventoso \| Espagne \| Saunier Duval-Prodir \| + 4 s \| \| 8e \| Remmert Wielinga \| Pays-Bas \| Saunier Duval-Prodir \| + 4 s \| \| 9e \| Thomas Lövkvist \| Suède \| La Française des jeux \| + 4 s \| \| 10e \| Joost Posthuma \| Pays-Bas \| Rabobank \| + 5 s \| |                   |             |                       |            |
| |                   |             |                       |            |
| |                   |             |                       |            |
| Classement de l'étape |                   |             |                       |            |
| Coureur | Coureur           | Pays        | Équipe                | Temps      |
| 1er | David Millar      | Royaume-Uni | Saunier Duval-Prodir  | 6 min 01 s |
| 2e | Roman Kreuziger   | Tchéquie    | Liquigas              | + 1 s      |
| 3e | Sébastien Joly    | France      | La Française des jeux | + 2 s      |
| 4e | Luis León Sánchez | Espagne     | Caisse d'Épargne      | + 2 s      |
| 5e | Alberto Contador  | Espagne     | Discovery Channel     | + 2 s      |
| 6e | Levi Leipheimer   | États-Unis  | Discovery Channel     | + 3 s      |
| 7e | Francisco Ventoso | Espagne     | Saunier Duval-Prodir  | + 4 s      |
| 8e | Remmert Wielinga  | Pays-Bas    | Saunier Duval-Prodir  | + 4 s      |
| 9e | Thomas Lövkvist   | Suède       | La Française des jeux | + 4 s      |
| 10e | Joost Posthuma    | Pays-Bas    | Rabobank              | + 5 s      |

| \| Classement général \| Classement général \| Classement général \| Classement général \| Classement général \| \| Coureur \| Coureur \| Pays \| Équipe \| Temps \| \| ------------------ \| ------------------ \| ------------------ \| --------------------- \| ------------------ \| \| 1er \| David Millar \| Royaume-Uni \| Saunier Duval-Prodir \| 6 min 01 s \| \| 2e \| Roman Kreuziger \| Tchéquie \| Liquigas \| + 1 s \| \| 3e \| Sébastien Joly \| France \| La Française des jeux \| + 2 s \| \| 4e \| Luis León Sánchez \| Espagne \| Caisse d'Épargne \| + 2 s \| \| 5e \| Alberto Contador \| Espagne \| Discovery Channel \| + 2 s \| \| 6e \| Levi Leipheimer \| États-Unis \| Discovery Channel \| + 3 s \| \| 7e \| Francisco Ventoso \| Espagne \| Saunier Duval-Prodir \| + 4 s \| \| 8e \| Remmert Wielinga \| Pays-Bas \| Saunier Duval-Prodir \| + 4 s \| \| 9e \| Thomas Lövkvist \| Suède \| La Française des jeux \| + 4 s \| \| 10e \| Joost Posthuma \| Pays-Bas \| Rabobank \| + 5 s \| |                   |             |                       |            |
| |                   |             |                       |            |
| |                   |             |                       |            |
| Classement général |                   |             |                       |            |
| Coureur | Coureur           | Pays        | Équipe                | Temps      |
| 1er | David Millar      | Royaume-Uni | Saunier Duval-Prodir  | 6 min 01 s |
| 2e | Roman Kreuziger   | Tchéquie    | Liquigas              | + 1 s      |
| 3e | Sébastien Joly    | France      | La Française des jeux | + 2 s      |
| 4e | Luis León Sánchez | Espagne     | Caisse d'Épargne      | + 2 s      |
| 5e | Alberto Contador  | Espagne     | Discovery Channel     | + 2 s      |
| 6e | Levi Leipheimer   | États-Unis  | Discovery Channel     | + 3 s      |
| 7e | Francisco Ventoso | Espagne     | Saunier Duval-Prodir  | + 4 s      |
| 8e | Remmert Wielinga  | Pays-Bas    | Saunier Duval-Prodir  | + 4 s      |
| 9e | Thomas Lövkvist   | Suède       | La Française des jeux | + 4 s      |
| 10e | Joost Posthuma    | Pays-Bas    | Rabobank              | + 5 s      |

### 1reétape
La course a tout d'abord été marquée par une longue échappée partie du kilomètre 0. En son sein on retrouvait 4 hommes : Romain Feillu (Agritubel), Christophe Laurent (Crédit agricole), Hervé Duclos-Lassalle (Cofidis) et Iván Velasco (Euskaltel-Euskadi). Il n'empêche que l'étape se terminera au sprint. Cela faisait cinq ans, depuis la dernière victoire de Laurent Jalabert, qu'un Français ne s'était pas imposé sur une étape de Paris-Nice. Jean-Patrick Nazon a mis fin a cette longue disette en remportant, au terme d'un sprint rondement mené, la 1re étape de Paris-Nice
| \| Classement de l'étape \| Classement de l'étape \| Classement de l'étape \| Classement de l'étape \| Classement de l'étape \| \| Coureur \| Coureur \| Pays \| Équipe \| Temps \| \| --------------------- \| --------------------- \| --------------------- \| --------------------- \| --------------------- \| \| 1er \| Jean-Patrick Nazon \| France \| AG2R Prévoyance \| 4 h 29 min 39 s \| \| 2e \| Sebastian Siedler \| Allemagne \| Team Milram \| + 0 s \| \| 3e \| Mathew Hayman \| Australie \| Rabobank \| + 0 s \| \| 4e \| Daniele Bennati \| Italie \| Lampre-Fondital \| + 0 s \| \| 5e \| Vicente Reynés \| Espagne \| Caisse d'Épargne \| + 0 s \| \| 6e \| Igor Astarloa \| Espagne \| Team Milram \| + 0 s \| \| 7e \| Murilo Fischer \| Brésil \| Liquigas \| + 0 s \| \| 8e \| Tom Boonen \| Belgique \| Quick Step-Innergetic \| + 0 s \| \| 9e \| Guennadi Mikhailov \| Russie \| Astana \| + 0 s \| \| 10e \| Jérôme Pineau \| France \| Bouygues Telecom \| + 0 s \| |                    |           |                       |                 |
| |                    |           |                       |                 |
| |                    |           |                       |                 |
| Classement de l'étape |                    |           |                       |                 |
| Coureur | Coureur            | Pays      | Équipe                | Temps           |
| 1er | Jean-Patrick Nazon | France    | AG2R Prévoyance       | 4 h 29 min 39 s |
| 2e | Sebastian Siedler  | Allemagne | Team Milram           | + 0 s           |
| 3e | Mathew Hayman      | Australie | Rabobank              | + 0 s           |
| 4e | Daniele Bennati    | Italie    | Lampre-Fondital       | + 0 s           |
| 5e | Vicente Reynés     | Espagne   | Caisse d'Épargne      | + 0 s           |
| 6e | Igor Astarloa      | Espagne   | Team Milram           | + 0 s           |
| 7e | Murilo Fischer     | Brésil    | Liquigas              | + 0 s           |
| 8e | Tom Boonen         | Belgique  | Quick Step-Innergetic | + 0 s           |
| 9e | Guennadi Mikhailov | Russie    | Astana                | + 0 s           |
| 10e | Jérôme Pineau      | France    | Bouygues Telecom      | + 0 s           |

| \| Classement général \| Classement général \| Classement général \| Classement général \| Classement général \| \| Coureur \| Coureur \| Pays \| Équipe \| Temps \| \| ------------------ \| ------------------ \| ------------------ \| --------------------- \| ------------------ \| \| 1er \| David Millar \| Royaume-Uni \| Saunier Duval-Prodir \| 4 h 35 min 40 s \| \| 2e \| Roman Kreuziger \| Tchéquie \| Liquigas \| + 1 s \| \| 3e \| Sébastien Joly \| France \| La Française des jeux \| + 2 s \| \| 4e \| Luis León Sánchez \| Espagne \| Caisse d'Épargne \| + 2 s \| \| 5e \| Alberto Contador \| Espagne \| Discovery Channel \| + 2 s \| \| 6e \| Levi Leipheimer \| États-Unis \| Discovery Channel \| + 3 s \| \| 7e \| Francisco Ventoso \| Espagne \| Saunier Duval-Prodir \| + 4 s \| \| 8e \| Remmert Wielinga \| Pays-Bas \| Saunier Duval-Prodir \| + 4 s \| \| 9e \| Thomas Lövkvist \| Suède \| La Française des jeux \| + 4 s \| \| 10e \| Joost Posthuma \| Pays-Bas \| Rabobank \| + 5 s \| |                   |             |                       |                 |
| |                   |             |                       |                 |
| |                   |             |                       |                 |
| Classement général |                   |             |                       |                 |
| Coureur | Coureur           | Pays        | Équipe                | Temps           |
| 1er | David Millar      | Royaume-Uni | Saunier Duval-Prodir  | 4 h 35 min 40 s |
| 2e | Roman Kreuziger   | Tchéquie    | Liquigas              | + 1 s           |
| 3e | Sébastien Joly    | France      | La Française des jeux | + 2 s           |
| 4e | Luis León Sánchez | Espagne     | Caisse d'Épargne      | + 2 s           |
| 5e | Alberto Contador  | Espagne     | Discovery Channel     | + 2 s           |
| 6e | Levi Leipheimer   | États-Unis  | Discovery Channel     | + 3 s           |
| 7e | Francisco Ventoso | Espagne     | Saunier Duval-Prodir  | + 4 s           |
| 8e | Remmert Wielinga  | Pays-Bas    | Saunier Duval-Prodir  | + 4 s           |
| 9e | Thomas Lövkvist   | Suède       | La Française des jeux | + 4 s           |
| 10e | Joost Posthuma    | Pays-Bas    | Rabobank              | + 5 s           |

### 2eétape
La course a tout d'abord été marquée par une échappée partie du kilomètre 0 de 17 coureurs repris au kilomètre 44. Un contre fut lancé par Stéphane Augé (Cofidis) et suivi par trois coureurs : Thomas Voeckler (Bouygues Telecom), Murilo Fischer (Liquigas) et Philippe Gilbert (La Française des Jeux). L'échappée dura 120 kilomètres avant que Thomas Voeckler ne fût repris à 500 mètres de la ligne. C'est le moment choisi par Franco Pellizotti (Liquigas) d'accélérer dans le faux plat montant final pour aller chercher la victoire. L'Italien prend par la même occasion le maillot jaune et blanc de leader.
| \| Classement de l'étape \| Classement de l'étape \| Classement de l'étape \| Classement de l'étape \| Classement de l'étape \| \| Coureur \| Coureur \| Pays \| Équipe \| Temps \| \| --------------------- \| --------------------- \| --------------------- \| --------------------- \| --------------------- \| \| 1er \| Franco Pellizotti \| Italie \| Liquigas \| 3 h 57 min 36 s \| \| 2e \| Daniele Bennati \| Italie \| Lampre-Fondital \| + 2 s \| \| 3e \| Luca Paolini \| Italie \| Liquigas \| + 2 s \| \| 4e \| William Bonnet \| France \| Crédit Agricole \| + 2 s \| \| 5e \| Joaquim Rodríguez \| Espagne \| Caisse d'Épargne \| + 2 s \| \| 6e \| Tomas Vaitkus \| Lituanie \| Discovery Channel \| + 2 s \| \| 7e \| Davide Rebellin \| Italie \| Gerolsteiner \| + 2 s \| \| 8e \| Jérôme Pineau \| France \| Bouygues Telecom \| + 2 s \| \| 9e \| Patrick Calcagni \| Suisse \| Liquigas \| + 2 s \| \| 10e \| Thomas Voeckler \| France \| Bouygues Telecom \| + 2 s \| |                   |          |                   |                 |
| |                   |          |                   |                 |
| |                   |          |                   |                 |
| Classement de l'étape |                   |          |                   |                 |
| Coureur | Coureur           | Pays     | Équipe            | Temps           |
| 1er | Franco Pellizotti | Italie   | Liquigas          | 3 h 57 min 36 s |
| 2e | Daniele Bennati   | Italie   | Lampre-Fondital   | + 2 s           |
| 3e | Luca Paolini      | Italie   | Liquigas          | + 2 s           |
| 4e | William Bonnet    | France   | Crédit Agricole   | + 2 s           |
| 5e | Joaquim Rodríguez | Espagne  | Caisse d'Épargne  | + 2 s           |
| 6e | Tomas Vaitkus     | Lituanie | Discovery Channel | + 2 s           |
| 7e | Davide Rebellin   | Italie   | Gerolsteiner      | + 2 s           |
| 8e | Jérôme Pineau     | France   | Bouygues Telecom  | + 2 s           |
| 9e | Patrick Calcagni  | Suisse   | Liquigas          | + 2 s           |
| 10e | Thomas Voeckler   | France   | Bouygues Telecom  | + 2 s           |

| \| Classement général \| Classement général \| Classement général \| Classement général \| Classement général \| \| Coureur \| Coureur \| Pays \| Équipe \| Temps \| \| ------------------ \| ------------------ \| ------------------ \| --------------------- \| ------------------ \| \| 1er \| Franco Pellizotti \| Italie \| Liquigas \| 8 h 33 min 12 s \| \| 2e \| David Millar \| Royaume-Uni \| Saunier Duval-Prodir \| + 6 s \| \| 3e \| Daniele Bennati \| Italie \| Lampre-Fondital \| + 6 s \| \| 4e \| Roman Kreuziger \| Tchéquie \| Liquigas \| + 7 s \| \| 5e \| Sébastien Joly \| France \| La Française des jeux \| + 8 s \| \| 6e \| Luis León Sánchez \| Espagne \| Caisse d'Épargne \| + 8 s \| \| 7e \| Francisco Ventoso \| Espagne \| Saunier Duval-Prodir \| + 10 s \| \| 8e \| Thomas Voeckler \| France \| Bouygues Telecom \| + 11 s \| \| 9e \| Davide Rebellin \| Italie \| Gerolsteiner \| + 13 s \| \| 10e \| Jérôme Pineau \| France \| Bouygues Telecom \| + 14 s \| |                   |             |                       |                 |
| |                   |             |                       |                 |
| |                   |             |                       |                 |
| Classement général |                   |             |                       |                 |
| Coureur | Coureur           | Pays        | Équipe                | Temps           |
| 1er | Franco Pellizotti | Italie      | Liquigas              | 8 h 33 min 12 s |
| 2e | David Millar      | Royaume-Uni | Saunier Duval-Prodir  | + 6 s           |
| 3e | Daniele Bennati   | Italie      | Lampre-Fondital       | + 6 s           |
| 4e | Roman Kreuziger   | Tchéquie    | Liquigas              | + 7 s           |
| 5e | Sébastien Joly    | France      | La Française des jeux | + 8 s           |
| 6e | Luis León Sánchez | Espagne     | Caisse d'Épargne      | + 8 s           |
| 7e | Francisco Ventoso | Espagne     | Saunier Duval-Prodir  | + 10 s          |
| 8e | Thomas Voeckler   | France      | Bouygues Telecom      | + 11 s          |
| 9e | Davide Rebellin   | Italie      | Gerolsteiner          | + 13 s          |
| 10e | Jérôme Pineau     | France      | Bouygues Telecom      | + 14 s          |

### 3eétape
Partis au kilomètre 2, quatre coureurs vont être les principaux animateurs de la course : l'ancien champion de France Nicolas Vogondy (Agritubel), l'Italien Fabio Baldato (Lampre), l'Allemand Heinrich Haussler (Gerolsteiner) et le Russe Alexandr Kolobnev (CSC). Les hommes de tête compteront jusqu'à 10 minutes et 20 secondes d'avance à environ 130 kilomètres de l'arrivée. Un peloton pas très motivé permet à Kolobnev de sortir du groupe de tête dans la descente vers Maurs. Le Russe gardera une douzaine de secondes d'avance sur la ligne d'arrivée pour signer son plus beau succès chez les professionnels.
| \| Classement de l'étape \| Classement de l'étape \| Classement de l'étape \| Classement de l'étape \| Classement de l'étape \| \| Coureur \| Coureur \| Pays \| Équipe \| Temps \| \| --------------------- \| --------------------- \| --------------------- \| --------------------- \| --------------------- \| \| 1er \| Alexandr Kolobnev \| Russie \| CSC \| 4 h 59 min 35 s \| \| 2e \| Tom Boonen \| Belgique \| Quick Step-Innergetic \| + 12 s \| \| 3e \| Daniele Bennati \| Italie \| Lampre-Fondital \| + 12 s \| \| 4e \| Mathew Hayman \| Australie \| Rabobank \| + 12 s \| \| 5e \| Jean-Patrick Nazon \| France \| AG2R Prévoyance \| + 12 s \| \| 6e \| Luca Paolini \| Italie \| Liquigas \| + 12 s \| \| 7e \| Mirco Lorenzetto \| Italie \| Team Milram \| + 12 s \| \| 8e \| Mikel Gaztañaga \| Espagne \| Agritubel \| + 12 s \| \| 9e \| Josep Jufré \| Espagne \| Predictor-Lotto \| + 12 s \| \| 10e \| Romain Feillu \| France \| Agritubel \| + 12 s \| |                    |           |                       |                 |
| |                    |           |                       |                 |
| |                    |           |                       |                 |
| Classement de l'étape |                    |           |                       |                 |
| Coureur | Coureur            | Pays      | Équipe                | Temps           |
| 1er | Alexandr Kolobnev  | Russie    | CSC                   | 4 h 59 min 35 s |
| 2e | Tom Boonen         | Belgique  | Quick Step-Innergetic | + 12 s          |
| 3e | Daniele Bennati    | Italie    | Lampre-Fondital       | + 12 s          |
| 4e | Mathew Hayman      | Australie | Rabobank              | + 12 s          |
| 5e | Jean-Patrick Nazon | France    | AG2R Prévoyance       | + 12 s          |
| 6e | Luca Paolini       | Italie    | Liquigas              | + 12 s          |
| 7e | Mirco Lorenzetto   | Italie    | Team Milram           | + 12 s          |
| 8e | Mikel Gaztañaga    | Espagne   | Agritubel             | + 12 s          |
| 9e | Josep Jufré        | Espagne   | Predictor-Lotto       | + 12 s          |
| 10e | Romain Feillu      | France    | Agritubel             | + 12 s          |

| \| Classement général \| Classement général \| Classement général \| Classement général \| Classement général \| \| Coureur \| Coureur \| Pays \| Équipe \| Temps \| \| ------------------ \| ------------------ \| ------------------ \| --------------------- \| ------------------ \| \| 1er \| Franco Pellizotti \| Italie \| Liquigas \| 13 h 32 min 59 s \| \| 2e \| Daniele Bennati \| Italie \| Lampre-Fondital \| + 2 s \| \| 3e \| David Millar \| Royaume-Uni \| Saunier Duval-Prodir \| + 6 s \| \| 4e \| Roman Kreuziger \| Tchéquie \| Liquigas \| + 7 s \| \| 5e \| Sébastien Joly \| France \| La Française des jeux \| + 8 s \| \| 6e \| Luis León Sánchez \| Espagne \| Caisse d'Épargne \| + 8 s \| \| 7e \| Francisco Ventoso \| Espagne \| Saunier Duval-Prodir \| + 10 s \| \| 8e \| Thomas Voeckler \| France \| Bouygues Telecom \| + 11 s \| \| 9e \| Joost Posthuma \| Pays-Bas \| Rabobank \| + 11 s \| \| 10e \| Murilo Fischer \| Brésil \| Liquigas \| + 12 s \| |                   |             |                       |                  |
| |                   |             |                       |                  |
| |                   |             |                       |                  |
| Classement général |                   |             |                       |                  |
| Coureur | Coureur           | Pays        | Équipe                | Temps            |
| 1er | Franco Pellizotti | Italie      | Liquigas              | 13 h 32 min 59 s |
| 2e | Daniele Bennati   | Italie      | Lampre-Fondital       | + 2 s            |
| 3e | David Millar      | Royaume-Uni | Saunier Duval-Prodir  | + 6 s            |
| 4e | Roman Kreuziger   | Tchéquie    | Liquigas              | + 7 s            |
| 5e | Sébastien Joly    | France      | La Française des jeux | + 8 s            |
| 6e | Luis León Sánchez | Espagne     | Caisse d'Épargne      | + 8 s            |
| 7e | Francisco Ventoso | Espagne     | Saunier Duval-Prodir  | + 10 s           |
| 8e | Thomas Voeckler   | France      | Bouygues Telecom      | + 11 s           |
| 9e | Joost Posthuma    | Pays-Bas    | Rabobank              | + 11 s           |
| 10e | Murilo Fischer    | Brésil      | Liquigas              | + 12 s           |

### 4eétape
Les trois animateurs du jour, Sandy Casar (Française des Jeux), Amaël Moinard (Cofidis) et Dmitriy Muravyev (Astana), ont mené la course durant 150 kilomètres avant de céder dans les rampes de l'ascension finale de la côte de la Croix-Neuve dite montée Laurent Jalabert. Le coureur de l'équipe Discovery Channel Alberto Contador parait le plus fort pour sortir à un kilomètre et demi du sommet et résister au retour de Davide Rebellin (Gerolsteiner) qui termine à 2 s pour remporter la victoire. L'Italien endosse, de son côté, le maillot de leader du classement général.
| \| Classement de l'étape \| Classement de l'étape \| Classement de l'étape \| Classement de l'étape \| Classement de l'étape \| \| Coureur \| Coureur \| Pays \| Équipe \| Temps \| \| --------------------- \| --------------------- \| --------------------- \| --------------------- \| --------------------- \| \| 1er \| Alberto Contador \| Espagne \| Discovery Channel \| 4 h 07 min 02 s \| \| 2e \| Davide Rebellin \| Italie \| Gerolsteiner \| + 2 s \| \| 3e \| David López García \| Espagne \| Caisse d'Épargne \| + 12 s \| \| 4e \| Cadel Evans \| Australie \| Predictor-Lotto \| + 13 s \| \| 5e \| Tadej Valjavec \| Slovénie \| Lampre-Fondital \| + 17 s \| \| 6e \| Fränk Schleck \| Luxembourg \| CSC \| + 28 s \| \| 7e \| Sébastien Joly \| France \| La Française des jeux \| + 33 s \| \| 8e \| Levi Leipheimer \| États-Unis \| Discovery Channel \| + 33 s \| \| 9e \| Thomas Lövkvist \| Suède \| La Française des jeux \| + 33 s \| \| 10e \| Franco Pellizotti \| Italie \| Liquigas \| + 40 s \| |                    |            |                       |                 |
| |                    |            |                       |                 |
| |                    |            |                       |                 |
| Classement de l'étape |                    |            |                       |                 |
| Coureur | Coureur            | Pays       | Équipe                | Temps           |
| 1er | Alberto Contador   | Espagne    | Discovery Channel     | 4 h 07 min 02 s |
| 2e | Davide Rebellin    | Italie     | Gerolsteiner          | + 2 s           |
| 3e | David López García | Espagne    | Caisse d'Épargne      | + 12 s          |
| 4e | Cadel Evans        | Australie  | Predictor-Lotto       | + 13 s          |
| 5e | Tadej Valjavec     | Slovénie   | Lampre-Fondital       | + 17 s          |
| 6e | Fränk Schleck      | Luxembourg | CSC                   | + 28 s          |
| 7e | Sébastien Joly     | France     | La Française des jeux | + 33 s          |
| 8e | Levi Leipheimer    | États-Unis | Discovery Channel     | + 33 s          |
| 9e | Thomas Lövkvist    | Suède      | La Française des jeux | + 33 s          |
| 10e | Franco Pellizotti  | Italie     | Liquigas              | + 40 s          |

| \| Classement général \| Classement général \| Classement général \| Classement général \| Classement général \| \| Coureur \| Coureur \| Pays \| Équipe \| Temps \| \| ------------------ \| ------------------ \| ------------------ \| --------------------- \| ------------------ \| \| 1er \| Davide Rebellin \| Italie \| Gerolsteiner \| 17 h 40 min 34 s \| \| 2e \| Alberto Contador \| Espagne \| Discovery Channel \| + 6 s \| \| 3e \| Tadej Valjavec \| Slovénie \| Lampre-Fondital \| + 23 s \| \| 4e \| Franco Pellizotti \| Italie \| Liquigas \| + 31 s \| \| 5e \| Sébastien Joly \| France \| La Française des jeux \| + 32 s \| \| 6e \| Cadel Evans \| Australie \| Predictor-Lotto \| + 35 s \| \| 7e \| David Millar \| Royaume-Uni \| Saunier Duval-Prodir \| + 42 s \| \| 8e \| Fränk Schleck \| Luxembourg \| CSC \| + 42 s \| \| 9e \| David López García \| Espagne \| Caisse d'Épargne \| + 43 s \| \| 10e \| Samuel Sánchez \| Espagne \| Euskaltel-Euskadi \| + 46 s \| |                    |             |                       |                  |
| |                    |             |                       |                  |
| |                    |             |                       |                  |
| Classement général |                    |             |                       |                  |
| Coureur | Coureur            | Pays        | Équipe                | Temps            |
| 1er | Davide Rebellin    | Italie      | Gerolsteiner          | 17 h 40 min 34 s |
| 2e | Alberto Contador   | Espagne     | Discovery Channel     | + 6 s            |
| 3e | Tadej Valjavec     | Slovénie    | Lampre-Fondital       | + 23 s           |
| 4e | Franco Pellizotti  | Italie      | Liquigas              | + 31 s           |
| 5e | Sébastien Joly     | France      | La Française des jeux | + 32 s           |
| 6e | Cadel Evans        | Australie   | Predictor-Lotto       | + 35 s           |
| 7e | David Millar       | Royaume-Uni | Saunier Duval-Prodir  | + 42 s           |
| 8e | Fränk Schleck      | Luxembourg  | CSC                   | + 42 s           |
| 9e | David López García | Espagne     | Caisse d'Épargne      | + 43 s           |
| 10e | Samuel Sánchez     | Espagne     | Euskaltel-Euskadi     | + 46 s           |

### 5eétape
C'est par un exploit individuel que Yaroslav Popovych (Discovery Channel) a remporté l'étape de Manosque. Échappé dans un groupe de treize coureurs, où figurait également David Zabriskie (Team CSC) au kilomètre 9, le coureur ukrainien a lâché ses compagnons d'échappée dans la dernière ascension et en résistant seul au peloton dans les dix derniers kilomètres.
| \| Classement de l'étape \| Classement de l'étape \| Classement de l'étape \| Classement de l'étape \| Classement de l'étape \| \| Coureur \| Coureur \| Pays \| Équipe \| Temps \| \| --------------------- \| --------------------- \| --------------------- \| --------------------- \| --------------------- \| \| 1er \| Yaroslav Popovych \| Ukraine \| Discovery Channel \| 4 h 11 min 51 s \| \| 2e \| Francisco Ventoso \| Espagne \| Saunier Duval-Prodir \| + 14 s \| \| 3e \| Samuel Dumoulin \| France \| AG2R Prévoyance \| + 14 s \| \| 4e \| David López García \| Espagne \| Caisse d'Épargne \| + 14 s \| \| 5e \| Jérôme Pineau \| France \| Bouygues Telecom \| + 14 s \| \| 6e \| Samuel Sánchez \| Espagne \| Euskaltel-Euskadi \| + 14 s \| \| 7e \| Franco Pellizotti \| Italie \| Liquigas \| + 14 s \| \| 8e \| Davide Rebellin \| Italie \| Gerolsteiner \| + 14 s \| \| 9e \| Joaquim Rodríguez \| Espagne \| Caisse d'Épargne \| + 14 s \| \| 10e \| Tadej Valjavec \| Slovénie \| Lampre-Fondital \| + 14 s \| |                    |          |                      |                 |
| |                    |          |                      |                 |
| |                    |          |                      |                 |
| Classement de l'étape |                    |          |                      |                 |
| Coureur | Coureur            | Pays     | Équipe               | Temps           |
| 1er | Yaroslav Popovych  | Ukraine  | Discovery Channel    | 4 h 11 min 51 s |
| 2e | Francisco Ventoso  | Espagne  | Saunier Duval-Prodir | + 14 s          |
| 3e | Samuel Dumoulin    | France   | AG2R Prévoyance      | + 14 s          |
| 4e | David López García | Espagne  | Caisse d'Épargne     | + 14 s          |
| 5e | Jérôme Pineau      | France   | Bouygues Telecom     | + 14 s          |
| 6e | Samuel Sánchez     | Espagne  | Euskaltel-Euskadi    | + 14 s          |
| 7e | Franco Pellizotti  | Italie   | Liquigas             | + 14 s          |
| 8e | Davide Rebellin    | Italie   | Gerolsteiner         | + 14 s          |
| 9e | Joaquim Rodríguez  | Espagne  | Caisse d'Épargne     | + 14 s          |
| 10e | Tadej Valjavec     | Slovénie | Lampre-Fondital      | + 14 s          |

| \| Classement général \| Classement général \| Classement général \| Classement général \| Classement général \| \| Coureur \| Coureur \| Pays \| Équipe \| Temps \| \| ------------------ \| ------------------ \| ------------------ \| --------------------- \| ------------------ \| \| 1er \| Davide Rebellin \| Italie \| Gerolsteiner \| 21 h 52 min 39 s \| \| 2e \| Alberto Contador \| Espagne \| Discovery Channel \| + 6 s \| \| 3e \| Tadej Valjavec \| Slovénie \| Lampre-Fondital \| + 23 s \| \| 4e \| Franco Pellizotti \| Italie \| Liquigas \| + 31 s \| \| 5e \| Sébastien Joly \| France \| La Française des jeux \| + 32 s \| \| 6e \| Cadel Evans \| Australie \| Predictor-Lotto \| + 35 s \| \| 7e \| David Millar \| Royaume-Uni \| Saunier Duval-Prodir \| + 42 s \| \| 8e \| Fränk Schleck \| Luxembourg \| CSC \| + 42 s \| \| 9e \| David López García \| Espagne \| Caisse d'Épargne \| + 43 s \| \| 10e \| Samuel Sánchez \| Espagne \| Euskaltel-Euskadi \| + 46 s \| |                    |             |                       |                  |
| |                    |             |                       |                  |
| |                    |             |                       |                  |
| Classement général |                    |             |                       |                  |
| Coureur | Coureur            | Pays        | Équipe                | Temps            |
| 1er | Davide Rebellin    | Italie      | Gerolsteiner          | 21 h 52 min 39 s |
| 2e | Alberto Contador   | Espagne     | Discovery Channel     | + 6 s            |
| 3e | Tadej Valjavec     | Slovénie    | Lampre-Fondital       | + 23 s           |
| 4e | Franco Pellizotti  | Italie      | Liquigas              | + 31 s           |
| 5e | Sébastien Joly     | France      | La Française des jeux | + 32 s           |
| 6e | Cadel Evans        | Australie   | Predictor-Lotto       | + 35 s           |
| 7e | David Millar       | Royaume-Uni | Saunier Duval-Prodir  | + 42 s           |
| 8e | Fränk Schleck      | Luxembourg  | CSC                   | + 42 s           |
| 9e | David López García | Espagne     | Caisse d'Épargne      | + 43 s           |
| 10e | Samuel Sánchez     | Espagne     | Euskaltel-Euskadi     | + 46 s           |

### 6eétape
Luis León Sánchez (Caisse d'Épargne) s'impose après avoir été l'un des animateurs de la journée avec Sylvain Chavanel (Cofidis) depuis le kilomètre 33. Le Français qui a joué le tout pour le tout dans la dernière des neuf difficultés du jour, n'a pas tenu dans le final d'étape imposée par Alberto Contador. Luis León Sánchez qui a réussi à suivre le train de Contador a contré à 4 kilomètres de la ligne pour s'imposer en conservant quelques secondes d'avance sur le peloton ce qui lui permet désormais d'être 3e au général.
| \| Classement de l'étape \| Classement de l'étape \| Classement de l'étape \| Classement de l'étape \| Classement de l'étape \| \| Coureur \| Coureur \| Pays \| Équipe \| Temps \| \| --------------------- \| --------------------- \| --------------------- \| --------------------- \| --------------------- \| \| 1er \| Luis León Sánchez \| Espagne \| Caisse d'Épargne \| 4 h 46 min 32 s \| \| 2e \| Mirco Lorenzetto \| Italie \| Team Milram \| + 28 s \| \| 3e \| Jérôme Pineau \| France \| Bouygues Telecom \| + 28 s \| \| 4e \| Franco Pellizotti \| Italie \| Liquigas \| + 28 s \| \| 5e \| Samuel Dumoulin \| France \| AG2R Prévoyance \| + 28 s \| \| 6e \| Alexandre Botcharov \| Russie \| Crédit Agricole \| + 28 s \| \| 7e \| Maxim Iglinskiy \| Kazakhstan \| Astana \| + 28 s \| \| 8e \| Samuel Sánchez \| Espagne \| Euskaltel-Euskadi \| + 28 s \| \| 9e \| Davide Rebellin \| Italie \| Gerolsteiner \| + 28 s \| \| 10e \| Jurgen Van den Broeck \| Belgique \| Predictor-Lotto \| + 28 s \| |                       |            |                   |                 |
| |                       |            |                   |                 |
| |                       |            |                   |                 |
| Classement de l'étape |                       |            |                   |                 |
| Coureur | Coureur               | Pays       | Équipe            | Temps           |
| 1er | Luis León Sánchez     | Espagne    | Caisse d'Épargne  | 4 h 46 min 32 s |
| 2e | Mirco Lorenzetto      | Italie     | Team Milram       | + 28 s          |
| 3e | Jérôme Pineau         | France     | Bouygues Telecom  | + 28 s          |
| 4e | Franco Pellizotti     | Italie     | Liquigas          | + 28 s          |
| 5e | Samuel Dumoulin       | France     | AG2R Prévoyance   | + 28 s          |
| 6e | Alexandre Botcharov   | Russie     | Crédit Agricole   | + 28 s          |
| 7e | Maxim Iglinskiy       | Kazakhstan | Astana            | + 28 s          |
| 8e | Samuel Sánchez        | Espagne    | Euskaltel-Euskadi | + 28 s          |
| 9e | Davide Rebellin       | Italie     | Gerolsteiner      | + 28 s          |
| 10e | Jurgen Van den Broeck | Belgique   | Predictor-Lotto   | + 28 s          |

| \| Classement général \| Classement général \| Classement général \| Classement général \| Classement général \| \| Coureur \| Coureur \| Pays \| Équipe \| Temps \| \| ------------------ \| ------------------ \| ------------------ \| --------------------- \| ------------------ \| \| 1er \| Davide Rebellin \| Italie \| Gerolsteiner \| 26 h 39 min 39 s \| \| 2e \| Alberto Contador \| Espagne \| Discovery Channel \| + 6 s \| \| 3e \| Luis León Sánchez \| Espagne \| Caisse d'Épargne \| + 16 s \| \| 4e \| Tadej Valjavec \| Slovénie \| Lampre-Fondital \| + 23 s \| \| 5e \| Franco Pellizotti \| Italie \| Liquigas \| + 31 s \| \| 6e \| Sébastien Joly \| France \| La Française des jeux \| + 32 s \| \| 7e \| Cadel Evans \| Australie \| Predictor-Lotto \| + 35 s \| \| 8e \| David Millar \| Royaume-Uni \| Saunier Duval-Prodir \| + 42 s \| \| 9e \| Fränk Schleck \| Luxembourg \| CSC \| + 42 s \| \| 10e \| Jérôme Pineau \| France \| Bouygues Telecom \| + 42 s \| |                   |             |                       |                  |
| |                   |             |                       |                  |
| |                   |             |                       |                  |
| Classement général |                   |             |                       |                  |
| Coureur | Coureur           | Pays        | Équipe                | Temps            |
| 1er | Davide Rebellin   | Italie      | Gerolsteiner          | 26 h 39 min 39 s |
| 2e | Alberto Contador  | Espagne     | Discovery Channel     | + 6 s            |
| 3e | Luis León Sánchez | Espagne     | Caisse d'Épargne      | + 16 s           |
| 4e | Tadej Valjavec    | Slovénie    | Lampre-Fondital       | + 23 s           |
| 5e | Franco Pellizotti | Italie      | Liquigas              | + 31 s           |
| 6e | Sébastien Joly    | France      | La Française des jeux | + 32 s           |
| 7e | Cadel Evans       | Australie   | Predictor-Lotto       | + 35 s           |
| 8e | David Millar      | Royaume-Uni | Saunier Duval-Prodir  | + 42 s           |
| 9e | Fränk Schleck     | Luxembourg  | CSC                   | + 42 s           |
| 10e | Jérôme Pineau     | France      | Bouygues Telecom      | + 42 s           |

### 7eétape
L'équipe Discovery Channel a contrôlé la course toute la journée et mené un train d'enfer tout au long des quatre ascensions du jour, ce qui a permis à Alberto Contador d'être mis sur orbite de la meilleure manière et a pu placer son attaque dans les vingt derniers kilomètres pour s'adjuger l'étape en solitaire à Nice et devenir le deuxième Espagnol, après Miguel Indurain, à remporter Paris-Nice.
| \| Classement de l'étape \| Classement de l'étape \| Classement de l'étape \| Classement de l'étape \| Classement de l'étape \| \| Coureur \| Coureur \| Pays \| Équipe \| Temps \| \| --------------------- \| --------------------- \| --------------------- \| --------------------- \| --------------------- \| \| 1er \| Alberto Contador \| Espagne \| Discovery Channel \| 3 h 15 min 47 s \| \| 2e \| David López García \| Espagne \| Caisse d'Épargne \| + 19 s \| \| 3e \| Joaquim Rodríguez \| Espagne \| Caisse d'Épargne \| + 19 s \| \| 4e \| Samuel Sánchez \| Espagne \| Euskaltel-Euskadi \| + 22 s \| \| 5e \| Alexandre Botcharov \| Russie \| Crédit Agricole \| + 22 s \| \| 6e \| Franco Pellizotti \| Italie \| Liquigas \| + 22 s \| \| 7e \| Tadej Valjavec \| Slovénie \| Lampre-Fondital \| + 22 s \| \| 8e \| Davide Rebellin \| Italie \| Gerolsteiner \| + 22 s \| \| 9e \| Fränk Schleck \| Luxembourg \| CSC \| + 22 s \| \| 10e \| Cadel Evans \| Australie \| Predictor-Lotto \| + 22 s \| |                     |            |                   |                 |
| |                     |            |                   |                 |
| |                     |            |                   |                 |
| Classement de l'étape |                     |            |                   |                 |
| Coureur | Coureur             | Pays       | Équipe            | Temps           |
| 1er | Alberto Contador    | Espagne    | Discovery Channel | 3 h 15 min 47 s |
| 2e | David López García  | Espagne    | Caisse d'Épargne  | + 19 s          |
| 3e | Joaquim Rodríguez   | Espagne    | Caisse d'Épargne  | + 19 s          |
| 4e | Samuel Sánchez      | Espagne    | Euskaltel-Euskadi | + 22 s          |
| 5e | Alexandre Botcharov | Russie     | Crédit Agricole   | + 22 s          |
| 6e | Franco Pellizotti   | Italie     | Liquigas          | + 22 s          |
| 7e | Tadej Valjavec      | Slovénie   | Lampre-Fondital   | + 22 s          |
| 8e | Davide Rebellin     | Italie     | Gerolsteiner      | + 22 s          |
| 9e | Fränk Schleck       | Luxembourg | CSC               | + 22 s          |
| 10e | Cadel Evans         | Australie  | Predictor-Lotto   | + 22 s          |

## Classements finals

### Classement général
| \| Classement général \| Classement général \| Classement général \| Classement général \| Classement général \| \| Coureur \| Coureur \| Pays \| Équipe \| Temps \| \| ------------------ \| ------------------- \| ------------------ \| ------------------------------- \| ------------------ \| \| 1er \| Alberto Contador \| Espagne \| Discovery Channel \| 29 h 55 min 22 s \| \| 2e \| Davide Rebellin \| Italie \| Gerolsteiner \| + 26 s \| \| 3e \| Luis León Sánchez \| Espagne \| Caisse d'Épargne \| + 42 s \| \| 4e \| Tadej Valjavec \| Slovénie \| Lampre-Fondital \| + 49 s \| \| 5e \| Franco Pellizotti \| Italie \| Liquigas \| + 57 s \| \| 6e \| David López García \| Espagne \| Caisse d'Épargne \| + 1 min 00 s \| \| 7e \| Cadel Evans \| Australie \| Predictor-Lotto \| + 1 min 01 s \| \| 8e \| Fränk Schleck \| Luxembourg \| CSC \| + 1 min 08 s \| \| 9e \| Samuel Sánchez \| Espagne \| Euskaltel-Euskadi \| + 1 min 12 s \| \| 10e \| Joaquim Rodríguez \| Espagne \| Caisse d'Épargne \| + 1 min 22 s \| \| 11e \| Alexandre Botcharov \| Russie \| Crédit Agricole \| + 1 min 29 s \| \| 12e \| Sébastien Joly \| France \| La Française des jeux \| + 1 min 36 s \| \| 13e \| David Millar \| Royaume-Uni \| Saunier Duval-Prodir \| + 1 min 46 s \| \| 14e \| Jérôme Pineau \| France \| Bouygues Telecom \| + 1 min 46 s \| \| 15e \| Patxi Vila \| Espagne \| Lampre-Fondital \| + 2 min 10 s \| \| 16e \| Andy Schleck \| Luxembourg \| CSC \| + 2 min 20 s \| \| 17e \| Sylvain Chavanel \| France \| Cofidis-Le Crédit par Téléphone \| + 2 min 29 s \| \| 18e \| Pierrick Fédrigo \| France \| Bouygues Telecom \| + 2 min 35 s \| \| 19e \| Roman Kreuziger \| Tchéquie \| Liquigas \| + 2 min 41 s \| \| 20e \| Yaroslav Popovych \| Ukraine \| Discovery Channel \| + 2 min 55 s \| |                     |             |                                 |                  |
| |                     |             |                                 |                  |
| |                     |             |                                 |                  |
| Classement général |                     |             |                                 |                  |
| Coureur | Coureur             | Pays        | Équipe                          | Temps            |
| 1er | Alberto Contador    | Espagne     | Discovery Channel               | 29 h 55 min 22 s |
| 2e | Davide Rebellin     | Italie      | Gerolsteiner                    | + 26 s           |
| 3e | Luis León Sánchez   | Espagne     | Caisse d'Épargne                | + 42 s           |
| 4e | Tadej Valjavec      | Slovénie    | Lampre-Fondital                 | + 49 s           |
| 5e | Franco Pellizotti   | Italie      | Liquigas                        | + 57 s           |
| 6e | David López García  | Espagne     | Caisse d'Épargne                | + 1 min 00 s     |
| 7e | Cadel Evans         | Australie   | Predictor-Lotto                 | + 1 min 01 s     |
| 8e | Fränk Schleck       | Luxembourg  | CSC                             | + 1 min 08 s     |
| 9e | Samuel Sánchez      | Espagne     | Euskaltel-Euskadi               | + 1 min 12 s     |
| 10e | Joaquim Rodríguez   | Espagne     | Caisse d'Épargne                | + 1 min 22 s     |
| 11e | Alexandre Botcharov | Russie      | Crédit Agricole                 | + 1 min 29 s     |
| 12e | Sébastien Joly      | France      | La Française des jeux           | + 1 min 36 s     |
| 13e | David Millar        | Royaume-Uni | Saunier Duval-Prodir            | + 1 min 46 s     |
| 14e | Jérôme Pineau       | France      | Bouygues Telecom                | + 1 min 46 s     |
| 15e | Patxi Vila          | Espagne     | Lampre-Fondital                 | + 2 min 10 s     |
| 16e | Andy Schleck        | Luxembourg  | CSC                             | + 2 min 20 s     |
| 17e | Sylvain Chavanel    | France      | Cofidis-Le Crédit par Téléphone | + 2 min 29 s     |
| 18e | Pierrick Fédrigo    | France      | Bouygues Telecom                | + 2 min 35 s     |
| 19e | Roman Kreuziger     | Tchéquie    | Liquigas                        | + 2 min 41 s     |
| 20e | Yaroslav Popovych   | Ukraine     | Discovery Channel               | + 2 min 55 s     |

| Classement par points | Classement par points | Classement par points | Classement par points | Classement par points |
| Coureur               | Coureur               | Pays                  | Équipe                | Points                |
| --------------------- | --------------------- | --------------------- | --------------------- | --------------------- |
| 1er                   | Franco Pellizotti     | Italie                | Liquigas              | 90 pts                |
| 2e                    | Jérôme Pineau         | France                | Bouygues Telecom      | 81 pts                |
| 3e                    | Davide Rebellin       | Italie                | Gerolsteiner          | 80 pts                |
| 4e                    | Alberto Contador      | Espagne               | Discovery Channel     | 74 pts                |
| 5e                    | Samuel Sánchez        | Espagne               | Euskaltel-Euskadi     | 66 pts                |
| 6e                    | David López García    | Espagne               | Caisse d'Épargne      | 60 pts                |
| 7e                    | Luis León Sánchez     | Espagne               | Caisse d'Épargne      | 59 pts                |
| 8e                    | Tadej Valjavec        | Slovénie              | Lampre-Fondital       | 51 pts                |
| 9e                    | Sébastien Joly        | France                | La Française des jeux | 51 pts                |
| 10e                   | Joaquim Rodríguez     | Espagne               | Caisse d'Épargne      | 48 pts                |

| Classement par points | Classement par points | Classement par points | Classement par points | Classement par points |
| Coureur               | Coureur               | Pays                  | Équipe                | Points                |
| --------------------- | --------------------- | --------------------- | --------------------- | --------------------- |
| 1er                   | Franco Pellizotti     | Italie                | Liquigas              | 90 pts                |
| 2e                    | Jérôme Pineau         | France                | Bouygues Telecom      | 81 pts                |
| 3e                    | Davide Rebellin       | Italie                | Gerolsteiner          | 80 pts                |
| 4e                    | Alberto Contador      | Espagne               | Discovery Channel     | 74 pts                |
| 5e                    | Samuel Sánchez        | Espagne               | Euskaltel-Euskadi     | 66 pts                |
| 6e                    | David López García    | Espagne               | Caisse d'Épargne      | 60 pts                |
| 7e                    | Luis León Sánchez     | Espagne               | Caisse d'Épargne      | 59 pts                |
| 8e                    | Tadej Valjavec        | Slovénie              | Lampre-Fondital       | 51 pts                |
| 9e                    | Sébastien Joly        | France                | La Française des jeux | 51 pts                |
| 10e                   | Joaquim Rodríguez     | Espagne               | Caisse d'Épargne      | 48 pts                |

| Classement de la montagne | Classement de la montagne | Classement de la montagne | Classement de la montagne       | Classement de la montagne |
| Coureur                   | Coureur                   | Pays                      | Équipe                          | Points                    |
| ------------------------- | ------------------------- | ------------------------- | ------------------------------- | ------------------------- |
| 1er                       | Thomas Voeckler           | France                    | Bouygues Telecom                | 65 pts                    |
| 2e                        | Tom Danielson             | États-Unis                | Discovery Channel               | 42 pts                    |
| 3e                        | Alberto Contador          | Espagne                   | Discovery Channel               | 36 pts                    |
| 4e                        | Levi Leipheimer           | États-Unis                | Discovery Channel               | 29 pts                    |
| 5e                        | Yaroslav Popovych         | Ukraine                   | Discovery Channel               | 25 pts                    |
| 6e                        | Sandy Casar               | France                    | La Française des jeux           | 22 pts                    |
| 7e                        | Luis León Sánchez         | Espagne                   | Caisse d'Épargne                | 20 pts                    |
| 8e                        | Sylvain Chavanel          | France                    | Cofidis-Le Crédit par Téléphone | 20 pts                    |
| 9e                        | Amaël Moinard             | France                    | Cofidis-Le Crédit par Téléphone | 17 pts                    |
| 10e                       | David López García        | Espagne                   | Caisse d'Épargne                | 15 pts                    |

| Classement de la montagne | Classement de la montagne | Classement de la montagne | Classement de la montagne       | Classement de la montagne |
| Coureur                   | Coureur                   | Pays                      | Équipe                          | Points                    |
| ------------------------- | ------------------------- | ------------------------- | ------------------------------- | ------------------------- |
| 1er                       | Thomas Voeckler           | France                    | Bouygues Telecom                | 65 pts                    |
| 2e                        | Tom Danielson             | États-Unis                | Discovery Channel               | 42 pts                    |
| 3e                        | Alberto Contador          | Espagne                   | Discovery Channel               | 36 pts                    |
| 4e                        | Levi Leipheimer           | États-Unis                | Discovery Channel               | 29 pts                    |
| 5e                        | Yaroslav Popovych         | Ukraine                   | Discovery Channel               | 25 pts                    |
| 6e                        | Sandy Casar               | France                    | La Française des jeux           | 22 pts                    |
| 7e                        | Luis León Sánchez         | Espagne                   | Caisse d'Épargne                | 20 pts                    |
| 8e                        | Sylvain Chavanel          | France                    | Cofidis-Le Crédit par Téléphone | 20 pts                    |
| 9e                        | Amaël Moinard             | France                    | Cofidis-Le Crédit par Téléphone | 17 pts                    |
| 10e                       | David López García        | Espagne                   | Caisse d'Épargne                | 15 pts                    |

| Classement du meilleur jeune | Classement du meilleur jeune | Classement du meilleur jeune | Classement du meilleur jeune    | Classement du meilleur jeune |
| Coureur                      | Coureur                      | Pays                         | Équipe                          | Temps                        |
| ---------------------------- | ---------------------------- | ---------------------------- | ------------------------------- | ---------------------------- |
| 1er                          | Alberto Contador             | Espagne                      | Discovery Channel               | 29 h 55 min 22 s             |
| 2e                           | Luis León Sánchez            | Espagne                      | Caisse d'Épargne                | + 42 s                       |
| 3e                           | Andy Schleck                 | Luxembourg                   | CSC                             | + 2 min 20 s                 |
| 4e                           | Roman Kreuziger              | Tchéquie                     | Liquigas                        | + 2 min 41 s                 |
| 5e                           | Maxime Monfort               | Belgique                     | Cofidis-Le Crédit par Téléphone | + 3 min 26 s                 |
| 6e                           | Jurgen Van den Broeck        | Belgique                     | Predictor-Lotto                 | + 4 min 15 s                 |
| 7e                           | Jesús del Nero               | Espagne                      | Saunier Duval-Prodir            | + 7 min 27 s                 |
| 8e                           | Marcus Burghardt             | Allemagne                    | T-Mobile                        | + 11 min 41 s                |
| 9e                           | Bernhard Kohl                | Autriche                     | Gerolsteiner                    | + 17 min 16 s                |
| 10e                          | Amaël Moinard                | France                       | Cofidis-Le Crédit par Téléphone | + 23 min 04 s                |

| Classement du meilleur jeune | Classement du meilleur jeune | Classement du meilleur jeune | Classement du meilleur jeune    | Classement du meilleur jeune |
| Coureur                      | Coureur                      | Pays                         | Équipe                          | Temps                        |
| ---------------------------- | ---------------------------- | ---------------------------- | ------------------------------- | ---------------------------- |
| 1er                          | Alberto Contador             | Espagne                      | Discovery Channel               | 29 h 55 min 22 s             |
| 2e                           | Luis León Sánchez            | Espagne                      | Caisse d'Épargne                | + 42 s                       |
| 3e                           | Andy Schleck                 | Luxembourg                   | CSC                             | + 2 min 20 s                 |
| 4e                           | Roman Kreuziger              | Tchéquie                     | Liquigas                        | + 2 min 41 s                 |
| 5e                           | Maxime Monfort               | Belgique                     | Cofidis-Le Crédit par Téléphone | + 3 min 26 s                 |
| 6e                           | Jurgen Van den Broeck        | Belgique                     | Predictor-Lotto                 | + 4 min 15 s                 |
| 7e                           | Jesús del Nero               | Espagne                      | Saunier Duval-Prodir            | + 7 min 27 s                 |
| 8e                           | Marcus Burghardt             | Allemagne                    | T-Mobile                        | + 11 min 41 s                |
| 9e                           | Bernhard Kohl                | Autriche                     | Gerolsteiner                    | + 17 min 16 s                |
| 10e                          | Amaël Moinard                | France                       | Cofidis-Le Crédit par Téléphone | + 23 min 04 s                |

| Classement par équipes | Classement par équipes          | Classement par équipes | Classement par équipes |
| Équipe                 | Équipe                          | Pays                   | Temps                  |
| ---------------------- | ------------------------------- | ---------------------- | ---------------------- |
| 1re                    | Caisse d'Épargne                | Espagne                | 89 h 49 min 06 s       |
| 2e                     | CSC                             | Danemark               | + 3 min 50 s           |
| 3e                     | Predictor-Lotto                 | Belgique               | + 5 min 26 s           |
| 4e                     | Discovery Channel               | États-Unis             | + 5 min 30 s           |
| 5e                     | Saunier Duval-Prodir            | Espagne                | + 9 min 41 s           |
| 6e                     | Cofidis-Le Crédit par Téléphone | France                 | + 10 min 44 s          |
| 7e                     | La Française des jeux           | France                 | + 11 min 10 s          |
| 8e                     | Liquigas                        | Italie                 | + 12 min 38 s          |
| 9e                     | Euskaltel-Euskadi               | Espagne                | + 21 min 04 s          |
| 10e                    | Bouygues Telecom                | France                 | + 21 min 07 s          |

| Classement par équipes | Classement par équipes          | Classement par équipes | Classement par équipes |
| Équipe                 | Équipe                          | Pays                   | Temps                  |
| ---------------------- | ------------------------------- | ---------------------- | ---------------------- |
| 1re                    | Caisse d'Épargne                | Espagne                | 89 h 49 min 06 s       |
| 2e                     | CSC                             | Danemark               | + 3 min 50 s           |
| 3e                     | Predictor-Lotto                 | Belgique               | + 5 min 26 s           |
| 4e                     | Discovery Channel               | États-Unis             | + 5 min 30 s           |
| 5e                     | Saunier Duval-Prodir            | Espagne                | + 9 min 41 s           |
| 6e                     | Cofidis-Le Crédit par Téléphone | France                 | + 10 min 44 s          |
| 7e                     | La Française des jeux           | France                 | + 11 min 10 s          |
| 8e                     | Liquigas                        | Italie                 | + 12 min 38 s          |
| 9e                     | Euskaltel-Euskadi               | Espagne                | + 21 min 04 s          |
| 10e                    | Bouygues Telecom                | France                 | + 21 min 07 s          |

## Évolution des classements
| Etape              | Vainqueur          | Classement général | Classement de la montagNe | Classement par points | Le meilleur jeune | Classement par équipes |
| ------------------ | ------------------ | ------------------ | ------------------------- | --------------------- | ----------------- | ---------------------- |
| Prologue           | David Millar       | David Millar       | non attribué              | David Millar          | Roman Kreuziger   | Saunier Duval - Prodir |
| 1re étape          | Jean-Patrick Nazon | David Millar       | Romain Feillu             | Daniele Bennati       | Roman Kreuziger   | Saunier Duval - Prodir |
| 2e étape           | Franco Pellizotti  | Franco Pellizotti  | Stéphane Augé             | Daniele Bennati       | Roman Kreuziger   | Liquigas               |
| 3e étape           | Alexandr Kolobnev  | Franco Pellizotti  | Heinrich Haussler         | Daniele Bennati       | Roman Kreuziger   | Liquigas               |
| 4e étape           | Alberto Contador   | Davide Rebellin    | Heinrich Haussler         | Daniele Bennati       | Alberto Contador  | Caisse d'Épargne       |
| 5e étape           | Yaroslav Popovych  | Davide Rebellin    | Heinrich Haussler         | Daniele Bennati       | Alberto Contador  | Caisse d'Épargne       |
| 6e étape           | Luis León Sánchez  | Davide Rebellin    | Thomas Voeckler           | Franco Pellizotti     | Alberto Contador  | Caisse d'Épargne       |
| 7e étape           | Alberto Contador   | Alberto Contador   | Thomas Voeckler           | Franco Pellizotti     | Alberto Contador  | Caisse d'Épargne       |
| Classement général | Classement général | Alberto Contador   | Thomas Voeckler           | Franco Pellizotti     | Alberto Contador  | Caisse d'Épargne       |

## Liste des engagés
| - Lampre-Fondital (Italie) - 1 : Patxi Vila Espagne - 2 : Fabio Baldato Italie ab 6e - 3 : Daniele Bennati Italie ab 6e - 4 : Claudio Corioni Italie ab 7e - 5 : David Loosli Suisse - 6 : Massimiliano Mori Italie ab 4e - 7 : Daniele Righi Italie ab 7e - 8 : Tadej Valjavec Slovénie - Caisse d’Épargne (Espagne) - 11 : Joaquim Rodríguez Espagne - 12 : José Vicente García Acosta Espagne ab 7e - 13 : David López García Espagne - 14 : Aitor Pérez Arrieta Espagne ab 7e - 15 : Francisco Pérez Sánchez Espagne - 16 : Nicolas Portal France ab 7e - 17 : Vicente Reynés Espagne np 2e - 18 : Luis León Sánchez Espagne - Euskaltel-Euskadi (Espagne) - 21 : Samuel Sánchez Espagne - 22 : Andoni Aranaga Espagne - 23 : Mikel Astarloza Espagne - 24 : Markel Irizar Espagne - 25 : Alan Pérez Espagne - 26 : Rubén Pérez Espagne - 27 : Iván Velasco Espagne np 6e - 28 : Gorka Verdugo Espagne - CSC (Danemark) - 31 : Fränk Schleck Luxembourg - 32 : Bobby Julich États-Unis - 33 : Kasper Klostergaard Danemark ab 7e - 34 : Alexandr Kolobnev Russie ab 7e - 35 : Luke Roberts Australie ab 7e - 36 : Andy Schleck Luxembourg - 37 : Christian Vande Velde États-Unis ab 7e - 38 : David Zabriskie États-Unis ab 7e - Discovery Channel (États-Unis) - 41 : Levi Leipheimer États-Unis - 42 : Alberto Contador Espagne - 43 : Thomas Danielson États-Unis - 44 : Stijn Devolder Belgique - 45 : Sérgio Paulinho Portugal ab 7e - 46 : Yaroslav Popovych Ukraine - 47 : Tomas Vaitkus Lituanie ab 7e - 48 : Matthew White Australie ab 7e - Rabobank (Pays-Bas) - 51 : Juan Antonio Flecha Espagne - 52 : Mathew Hayman Australie - 53 : Gerben Löwik Pays-Bas ab 7e - 54 : Koos Moerenhout Pays-Bas ab 7e - 55 : Joost Posthuma Pays-Bas - 56 : Kai Reus Pays-Bas ab 3e - 57 : Thorwald Veneberg Pays-Bas ab 6e - 58 : Pieter Weening Pays-Bas - Crédit agricole (France) - 61 : Pietro Caucchioli Italie ab 5e - 62 : William Bonnet France ab 7e - 63 : Alexandre Botcharov Russie - 64 : Anthony Charteau France ab 5e - 65 : Dmitriy Fofonov Kazakhstan - 66 : Angelo Furlan Italie ab 4e - 67 : Christophe Laurent France - 68 : Rémi Pauriol France - Predictor-Lotto (Belgique) - 71 : Cadel Evans Australie - 72 : Mario Aerts Belgique - 73 : Christopher Horner États-Unis - 74 : Josep Jufré Espagne - 75 : Bert Roesems Belgique - 76 : Roy Sentjens Belgique ab 7e - 77 : Jurgen Van den Broeck Belgique - 78 : Johan Vansummeren Belgique ab 6e - La Française des Jeux (France) - 81 : Sandy Casar France - 82 : Christophe Detilloux Belgique ab 5e - 83 : Philippe Gilbert Belgique - 84 : Sébastien Joly France - 85 : Matthieu Ladagnous France - 86 : Thomas Lövkvist Suède ab 7e - 87 : Thierry Marichal Belgique np 4e - 88 : Benoît Vaugrenard France ab 4e - T-Mobile (Allemagne) - 91 : Patrik Sinkewitz Allemagne - 92 : Michaël Barry Canada ab 5e - 93 : Marcus Burghardt Allemagne - 94 : Bert Grabsch Allemagne ab 7e - 95 : Roger Hammond Royaume-Uni - 96 : Gregory Henderson Nouvelle-Zélande ab 7e - 97 : Axel Merckx Belgique ab 7e - 98 : Jakob Piil Danemark ab 7e np : non partant au départ de la n-ième étape ab : abandon pendant la n-ième étape hd : hors délais pendant la n-ième étape | - Cofidis (France) - 101 : Sylvain Chavanel France - 102 : Stéphane Augé France ab 7e - 103 : Frédéric Bessy France - 104 : Hervé Duclos-Lassalle France ab 7e - 105 : Tyler Farrar États-Unis ab 6e - 106 : Amaël Moinard France - 107 : Maxime Monfort Belgique - 108 : Steve Zampieri Suisse - Quick Step-Innergetic (Belgique) - 111 : Tom Boonen Belgique np 7e - 112 : Wilfried Cretskens Belgique - 113 : Steven de Jongh Danemark - 114 : Sébastien Rosseler Belgique - 115 : Gert Steegmans Belgique ab 7e - 116 : Matteo Tosatto Italie ab 7e - 117 : Jurgen Van de Walle Belgique ab 7e - 118 : Kevin Van Impe Belgique - AG2R Prévoyance (France) - 121 : Cyril Dessel France - 122 : José Luis Arrieta Espagne - 123 : Sylvain Calzati France ab 6e - 124 : Samuel Dumoulin France - 125 : Hubert Dupont France - 126 : Simon Gerrans Australie ab 6e - 127 : Yuriy Krivtsov Ukraine - 128 : Jean-Patrick Nazon France ab 6e - Gerolsteiner (Allemagne) - 131 : Davide Rebellin Italie - 132 : Thomas Fothen Allemagne - 133 : Heinrich Haussler Allemagne ab 6e - 134 : Bernhard Kohl Autriche - 135 : Volker Ordowski Allemagne ab 6e - 136 : Matthias Russ Allemagne - 137 : Oliver Zaugg Suisse ab 6e - 138 : Markus Zberg Suisse ab 6e - Bouygues Telecom (France) - 141 : Pierrick Fédrigo France - 142 : Nicolas Crosbie France ab 6e - 143 : Xavier Florencio Espagne np 6e - 144 : Yoann Le Boulanger France ab 6e - 145 : Laurent Lefèvre France ab 6e - 146 : Jérôme Pineau France - 147 : Didier Rous France ab 6e - 148 : Thomas Voeckler France - Liquigas-Bianchi (Italie) - 151 : Luca Paolini Italie ab 7e - 152 : Patrick Calcagni Suisse - 153 : Murilo Fischer Brésil ab 7e - 154 : Roman Kreuziger République tchèque - 155 : Aliaksandr Kuschynski Biélorussie - 156 : Matej Mugerli Slovénie ab 7e - 157 : Franco Pellizotti Italie - 158 : Alessandro Vanotti Italie ab 4e - Saunier Duval-Prodir (Espagne) - 161 : David Millar Royaume-Uni - 162 : Iker Camaño Espagne - 163 : Jesús del Nero Montes Espagne - 164 : Alberto Fernández Espagne ab 7e - 165 : Iban Mayo Espagne ab 7e - 166 : Christophe Rinero France - 167 : Francisco Ventoso Espagne np 6e - 168 : Remmert Wielinga Pays-Bas ab 6e - Agritubel (France) - 171 : Nicolas Vogondy France - 172 : Aivaras Baranauskas Lituanie ab 6e - 173 : Freddy Bichot France - 174 : Romain Feillu France ab 7e - 175 : Mikel Gaztañaga Espagne ab 6e - 176 : Eduardo Gonzalo Espagne ab 5e - 177 : Nicolas Jalabert France ab 7e - 178 : Benoît Salmon France - Milram (Italie) - 181 : Igor Astarloa Espagne - 182 : Ralf Grabsch Allemagne - 183 : Brett Lancaster Australie ab 7e - 184 : Mirco Lorenzetto Italie ab 7e - 185 : Martin Müller Allemagne ab 7e - 186 : Alberto Ongarato Italie - 187 : Björn Schröder Allemagne ab 7e - 188 : Sebastian Siedler Allemagne np 7e - Astana (Italie) - 191 : Maxim Iglinskiy Kazakhstan - 192 : Igor Abakoumov Belgique ab 6e - 193 : Thomas Frei Suisse ab 7e - 194 : Benoît Joachim Luxembourg - 195 : Aaron Kemps Australie ab 7e - 196 : Guennadi Mikhailov Russie ab 7e - 197 : Dmitriy Muravyev Kazakhstan - 198 : José Antonio Redondo Espagne ab 7e |

## Sources et références
1. ↑  pour l'UCI, ASO bloque les négociations
2. ↑  Une équipe sportive ne peut pas être sponsorisée par un site de paris en ligne
3. ↑  Reprise de l'annonce